# 2021年停止亚裔仇恨集会
2021年，美国、加拿大等地区举行了一系列反亚裔暴力集会，其中许多是在2021年亚特兰大按摩中心枪击案发生后举行。

## 背景
非营利组织停止仇恨亚太裔报告中心从2020年3月19日到2021年2月28日收到3795宗发生在美国的亚裔仇恨事件。皮尤研究中心的一项研究发现，在2019冠状病毒病大流行期间，有58％的亚裔美国人认为针对他们的种族主义观念有所增加。有民权人士和美国政府官员表示，前美国总统唐纳德·特朗普在2019冠状病毒病大流行初期经常使用种族主义语言来指称冠状病毒，加剧了美国亚裔仇恨暴力事件。而美国各地仇恨亚裔犯罪案2021年比2020年增339%。

## 集会

### 美国

#### 加利福尼亚州
- 伯克利：3月28日，约1,200人在西伯克利举行了游行。[5]
- 奥克兰：4月2日，约200人从奥克兰市政厅游行到梅里特湖圆形剧场，途经华埠。[6]
- 洛杉矶：3月27日，“停止亚裔仇恨”声援游行在韩国城举行。[7]
- 帕西菲卡：4月3日，约90人在帕西菲卡游行。[8]
- 旧金山：3月21日，1000多人参与由LGBTQ社区组织，在市场街的游行。[9]3月27日，1,500多人再度在旧金山集会。[10]
- 圣何塞：3月21日，1000多人在圣何塞市政厅广场集会。[11]
- 圣拉菲尔：3月26日，约200人在圣拉菲尔城市广场集会。[12]

#### 康涅狄格州
- 西哈特福德：3月19日，数百人在西哈特福德市政厅外集会。[13]

#### 马里兰州
- 哥伦比亚：3月24日，数百人在哥伦比亚市湖畔集会。[14]

#### 哥伦比亚特区
- 华盛顿特区：3月11日，数百人在麦克弗森广场集会。[15]

#### 爱达荷州
- 博伊西：3月23日，数百人在安妮·弗兰克人权纪念公园集会。[16]

#### 明尼苏达州
- 圣保罗：3月28日，数百人在明尼苏达州议会大厦外举行“停止亚裔仇恨”集会。[17]

#### 新泽西州
- 特纳夫莱：3月21日，800多人在特纳夫莱集会。[18]

#### 纽约州

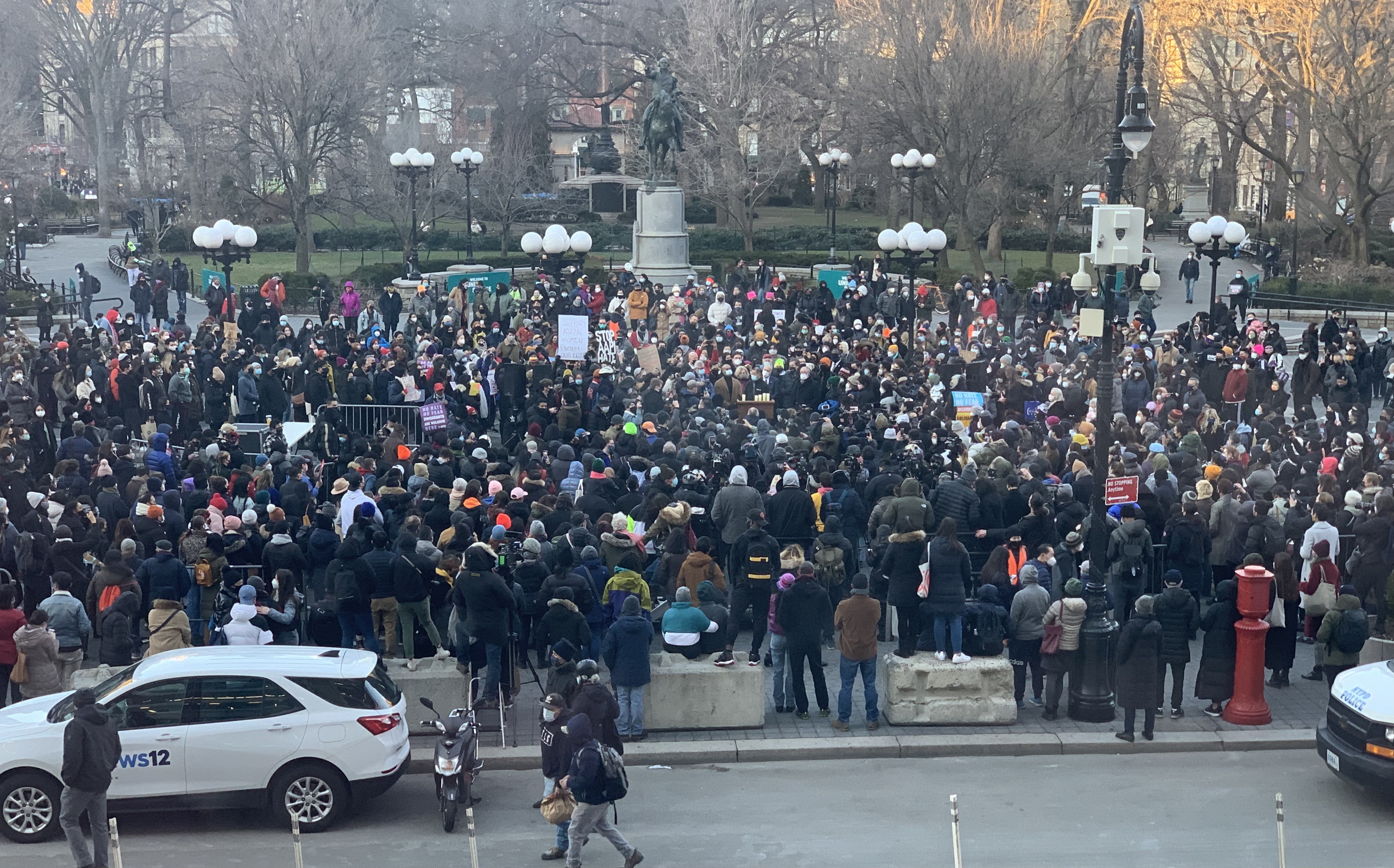
3月19日位于纽约的集会

- 布法罗：3月28日，100多人在尼亚加拉广场集会。[19]
- 纽约：4月3日，约200人在曼哈顿华埠哥伦布公园集会。[20]4月4日，以华人为主的500个团体再度舉行集會和遊行[21]。

#### 俄勒冈州
- 波特兰：3月26日，约1000人在哈里森公园集会。[22]

#### 宾夕法尼亚州
- 费城：3月28日，数百人在费城华埠集会。[23]
- 匹兹堡：3月24日，100多人在奥克兰社区游行。[24]

#### 德克萨斯州
- 达拉斯：3月27日，数百人在达拉斯集会。[25]
- 休斯敦：3月20日，数百人在休斯敦市中心集会。[26]

#### 犹他州
- 盐湖城：3月27日，100多人在国际和平花园集会。[27]

#### 华盛顿州
- 西雅图：3月13日，数百人在唐人街-国际区的慶喜公園集会。[28]
- 斯波坎：3月20日，约150人在斯波坎市中心集会。[29]

#### 威斯康星州
- 麦迪逊：3月18日，数百人在麦迪逊市中心游行。[30]

### 加拿大
- 蒙特利尔：3月21日，数千人从卡博特广场游行到中山公园。[31]
- 多伦多：3月28日，数千人在彌敦菲臘廣場集会。[32]
- 温哥华：3月28日，约500人在温哥华美术馆外集会。[33]